# Магдаленка (Пйотрковський повіт)
Магдаленка (пол. Magdalenka) — село в Польщі, у гміні Розпша Пйотрковського повіту Лодзинського воєводства.
Населення — 178 осіб (2011).
У 1975-1998 роках село належало до Пйотрковського воєводства.

## Демографія
Демографічна структура станом на 31 березня 2011 року:
|          | Загалом | Допрацездатний вік | Працездатний вік | Постпрацездатний вік |
| -------- | ------- | ------------------ | ---------------- | -------------------- |
| Чоловіки | 84      | 11                 | 63               | 10                   |
| Жінки    | 94      | 21                 | 53               | 20                   |
| Разом    | 178     | 32                 | 116              | 30                   |